# Vernon Mountcastle
Vernon Benjamin Mountcastle (Shelbyville, Kentucky, 15 de julio de 1918 − North Baltimore, Ohio, 11 de enero de 2015) fue un neurólogo estadounidense y profesor emérito de la Universidad Johns Hopkins.
Descubrió y sistematizó la organización columnar del córtex cerebral en la década de 1950. Este avance constituyó un punto crucial en la investigación del córtex cerebral, de hecho todos los estudios corticales del sistema sensorial se basaron en la organización columnar de Mountcastle a partir de que éste publicó sus descubrimientos en 1957. El interés de Mountcastle por los procesos cognitivos, y de modo más específico por la percepción, le condujeron a relacionar la percepción y las respuestas neuronales en la década de 1960.
Aunque realizó numerosos trabajos relativos a este asunto, su principal publicación se produjo en 1968, y fue un estudio que explicaba las bases neuronales del latido y la vibración mediante la acción de mecanorreceptores periféricos. La dedicación de Mountcastle al estudio de la codificación neuronal y su unidad básica de información le llevó a dirigir el Laboratorio Johns Hopkins de Neurofisiología, que fue durante muchos años la única institución del mundo interesada en esta área.
El Instituto Krieger de la Mente y el Cerebro, es una de las instituciones que continúa con este tipo de investigación.